# William Greenwood Carr
William Greenwood Carr, britanski general, * 1901, † 1982.